# Californidina
Californidina es un alcaloide con la fórmula molecular C21H22NO3+. Se ha aislado a partir de extractos de Eschscholzia californica,
 de la que toma su nombre, y de otras especies del género Eschscholzia.